# Janoi Donacien
Janoi Denzil Naieme Donacien (Castries, 3 novembre 1993) è un calciatore santaluciano, difensore del Chesterfield e della nazionale santaluciana.

## Carriera

### Nazionale
Ha esordito con la nazionale santaluciana il 16 giugno 2023, nella partita di qualificazione alla Gold Cup 2023 persa per 3-1 contro la Martinica.

## Statistiche

### Cronologia presenze e reti in nazionale
| Cronologia completa delle presenze e delle reti in nazionale ― Saint Lucia | Cronologia completa delle presenze e delle reti in nazionale ― Saint Lucia | Cronologia completa delle presenze e delle reti in nazionale ― Saint Lucia | Cronologia completa delle presenze e delle reti in nazionale ― Saint Lucia | Cronologia completa delle presenze e delle reti in nazionale ― Saint Lucia | Cronologia completa delle presenze e delle reti in nazionale ― Saint Lucia | Cronologia completa delle presenze e delle reti in nazionale ― Saint Lucia | Cronologia completa delle presenze e delle reti in nazionale ― Saint Lucia |
| Data                                                                       | Città                                                                      | In casa                                                                    | Risultato                                                                  | Ospiti                                                                     | Competizione                                                               | Reti                                                                       | Note                                                                       |
| -------------------------------------------------------------------------- | -------------------------------------------------------------------------- | -------------------------------------------------------------------------- | -------------------------------------------------------------------------- | -------------------------------------------------------------------------- | -------------------------------------------------------------------------- | -------------------------------------------------------------------------- | -------------------------------------------------------------------------- |
| 16-6-2023                                                                  | Fort Lauderdale                                                            | Martinica                                                                  | 3 – 1                                                                      | Saint Lucia                                                                | Qual. Gold Cup 2023                                                        | -                                                                          |                                                                            |
| Totale                                                                     |                                                                            | Presenze                                                                   | 1                                                                          |                                                                            | Reti                                                                       | 0                                                                          |                                                                            |

## Palmarès

### Club

#### Competizioni nazionali
- Football League Two: 1

Accrington Stanley: 2017-2018